# Das Katastrophenprinzip
Das Katastrophenprinzip (polnisches Original mit zweisprachigem Titel: „Das kreative Vernichtungsprinzip. The World as Holocaust“) ist ein 1983 erschienener Essay von Stanisław Lem und bildet den abschließenden dritten Band seiner „Bibliothek des 21. Jahrhunderts“ (Biblioteka XXI wieku). Mit dem deutschen Untertitel „Die kreative Zerstörung im Weltall“ nennt Lem eines der bestimmenden Themen des Werks: Katastrophen in unterschiedlichen Maßstäben waren notwendige Faktoren für die Entwicklung menschlichen bzw. intelligenten Lebens. Nicht explizit genannt, beschäftigt sich der Text weiter mit dem Fermi-Paradoxon (der Wahrscheinlichkeit und damit die Häufigkeit der Entstehung intelligenten Lebens im Universum) sowie dem Zufall als ebenfalls bestimmenden Faktor.

## Inhalt
Lem beginnt mit den Katastrophen in kosmischem Maßstab, welche die Entstehung der Erde und damit des sich dort bildenden Lebens bedingen: Supernova-Explosionen, die die notwendigen Elemente erzeugten, aus denen Erde sowie ihre Lebensformen entstanden. Das sukzessive Eintreten dafür notwendiger Katastrophen sowie der folgenden Bedingungen vergleicht Lem mit einem „unehrlichen Roulette“: während auf einem „ehrlichen“ Roulettetisch mit statistisch nachvollziehbarer (Un-)Wahrscheinlichkeit bestimmte Zahlen gelost werden, gleicht die Abfolge der Sternexplosionen, Schockwellen, Anreicherung von Staubwolken mit bestimmten Elementen, Kataklysmen und Ruhephasen dem unehrlichen Roulette, das neben einem Ofen von der Hitze gekrümmt und von zufällig vorbeifahrenden Lastwagen erschüttert wird. Eine stochastische Prognose seines Verhaltens werde damit praktisch unmöglich. Lem liefert dabei einen Abriss des damaligen Stands der Kosmologie in Bezug auf die Entstehung des Sonnensystems und der Definition einer habitablen Zone in der Galaxis. Die Serie der Katastrophen wird anschließend auf solarer bzw. globaler Ebene (der kataklysmischen Entstehung des Erdmondes, der Ausrottung der Dinosaurier) fortgesetzt, die alle ihrerseits Voraussetzung der Entstehung intelligenten menschlichen Lebens wurden.
Lem geht bei der Einordnung der Wahrscheinlichkeit einer solchen notwendigen Abfolge von einem Übergang statistisch berechenbarer Systeme zu statistisch unberechenbaren Phänomenen über: diese seien möglich, statistisch aber nicht mehr berechenbar. Lem veranschaulicht das mit Anzahl, Größen und Formen der Splitter, die entstehen, wenn man wiederholt Sektflaschen aus dem Fenster wirft: diese seien statistisch analysierbar, ihre Häufigkeiten benennbar. Dass die Flasche vom Ball eines spielenden Kindes getroffen, in die Küche der Nachbarin fliegt, dort in ein vernachlässigtes Aquarium fällt, Laich in einen zufällig danebenstehenden Eimer schleudert, aus dem sich Fische entwickeln, die durch eine weitere Flasche in eine Pfanne geschleudert werden usw. sei prinzipiell möglich, die Wahrscheinlichkeit aber nicht mehr sinnvoll benennbar. Lem lehnt dabei ein „anthropisches Prinzip“ vehement ab, welches er als Fehlschluss betrachtet und polemisch ein „Chartreuse Liqueur Principle“  vorschlägt, in dem die Anfangsbedingungen unseres Kosmos die Entstehung eines solchen Likörs bedingten.
Lem schließt den Band mit der These ab, das Entstehen der menschlichen Intelligenz im Kosmos sei Folge einer Serie katastrophaler Zufälle, über deren Wahrscheinlichkeit keine sinnvollen Angaben gemacht werden könnten, schwächt sie zum Schluss jedoch dahingehend ab, dass im wissenschaftlichen Erkenntnisprozess mehrfach als sicher geltende Weltbilder bis zu ihrem vollständigen Zerfall korrigiert wurden.

## Ausgaben
- Erstausgabe: Das Katastrophenprinzip: Die kreative Zerstörung im Weltall. Aus Lems Bibliothek des 21. Jahrhunderts  übersetzt von Friedrich Griese. Suhrkamp Verlag Frankfurt am Main 1983, ISBN 978-3-518-37499-3
- Neuausgabe: Das Katastrophenprinzip: Die kreative Zerstörung im Weltall. Aus Lems Bibliothek des 21. Jahrhunderts  übersetzt von Friedrich Griese. Suhrkamp Verlag Frankfurt am Main 2013, ISBN 978-3-518-74325-6